# Brylka
Brylka – polskie nazwisko. Na początku 2023 roku w Polsce nosiło je 139 osób.

## Znane osoby noszące to nazwisko
- Andreas Brylka (1931–2016) – niemiecki ilustrator i projektant znaczków;
- Georg Brylka (1929–2017) – polski inżynier i polityk mniejszości niemieckiej.